# لمون هیل (کالیفرنیا)
لمون هیل (به انگلیسی: Lemon Hill) یک منطقهٔ مسکونی در ایالات متحده آمریکا است که در شهرستان ساکرامنتو، کالیفرنیا واقع شده‌است. لمون هیل ۴٫۲۱۳ کیلومتر مربع مساحت و ۱۳٬۷۲۹ نفر جمعیت دارد و ۹٫۱۴ متر بالاتر از سطح دریا واقع شده‌است.